# اقرأني

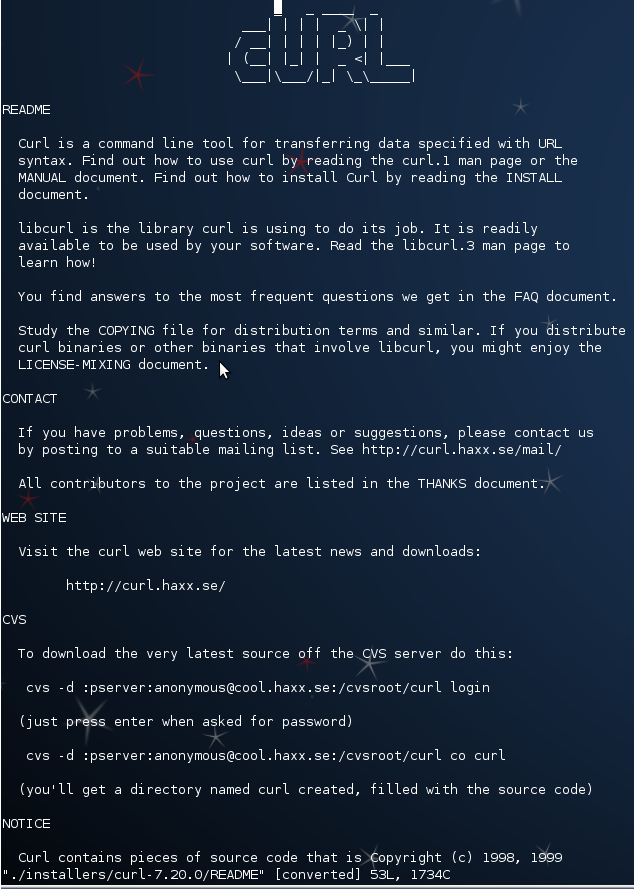
لقطة من ملف -إقرأني- لبرمجية كورل

إقرأني (بالإنجليزية: README)‏ أو (بالإنجليزية: READ-ME)‏ هو ملف حاسوب يحوي في طياته معلومات عن ملفات أخرى في مجلد أو أرشيف معين ويشيع توزيعه مع برمجيات الحاسوب. وعادةً ما يكون هذا الملف نصياً «أي أنه يحتوي على بيانات من نوع النصوص» ويمكن تسميته بأحد الأسماء التالية:
- README.TXT
- README.md
- README.1ST
- READ.ME
- README (دون أي امتداد)

و من الممكن أيضاً أن تقوم بعض برمجيات ميكروسوفت ويندوز بتسميته:
- README.WRI
- README.RTF
- README.DOC

وقد تمت تسمية هذا الملف بهذا الاسم لتنبيه المستخدمين بوجود معلومات مهمة يجب على المستخدم القيام بقراءتها والتنبه إليها قبل القيام بعمل فعل معين فعلى سبيل المثال عادةً ما تحوي هذه الملفات معلومات تتعلق بإجراءات ما قبل التنصيب لتطبيق معين. وبشكل تقليدي فقد استخدمت الحروف الكبيرة في اللغة الإنجليزية (Upper-Case Letters) بهدف أظهار هذا الملف في البداية عند سرد محتويات المجلد الحاوي له في البيئات التي تتبع ترتيب سرد الملفات على نظام الأسكي حيث يتم سرد الملفات التي تبدأ بالأحرف الكبيرة (Upper-Case Letters) قبل الأحرف الصغيرة (Lower-Case Letters).
و عادة ما يحوي هذا الملف معلومات تتضمن ما يلي:
- تعليمات التخصيص.
- تعليمات التنصيب.
- تعليمات التشغيل.
- سرد لمحتويات المجلد المتضمن.
- حقوق الملكية الفكرية ومعلومات الرخص المستخدمة.
- معلومات الإتصال الخاصة بالموزع أو المطور.
- أخطاء معلومة.
- عملية استكشاف الأخطاء وإصلاحها.
- الاعتمادات والتقديرات.
- سجل التغييرات (changelog) وعادةً ما يتعلق ذلك بالمبرمجين.
- قسم الأخبار (معلومات عامة) وعادةً ما يتعلق ذلك بالمستخدمين.

و في بعض الأحيان يمكن استخدام التعبير «ملف إقرأني» للتدليل على ملفات من نوع «إقرأني» مع أنها لا تكون مسمى باسمها المعروف (README) ولكنها تصنف من هذا النوع من الملفات.
و من الجدير ذكره أن توزيعات الشيفرة المصدرية لكثير من البرمجيات الحرة (و تحديداً التي تطبق معايير جي نيتس أو التي يتم توليدها من مجموعة أدوات جنو الأوتوماتيكية) عادةً ما تحوي ملفات «إقرأني» معيارية بحيث تحوي هذه الملفات القائمة التالية:
| (إقرأني) README                                    | معلومات عامة                                             |
| (المؤلفون) AUTHORS                                 | الاعتمادات                                               |
| (نشكر) THANKS                                      | التقديرات                                                |
| (سجل التغييرات) Changelog                          | سجل بكامل تفاصيل التغييرات وهو موجه للمبرمجين            |
| (المعلومات العامة) NEWS                            | سجل التغييرات العامة وهو موجه للمستخدمين                 |
| (التنصيب) INSTALL                                  | تعليمات التنصيب                                          |
| (حقوق الملكية الفكرية) COPYING / (الترخيص) LICENSE | معلومات عن حقوق الملكية الفكرية والرخص المستخدمة         |
| (أخطاء برمجية) BUGS                                | سرد للأخطاء المعلومة وتفصيل كيفية التبليغ عن أخطاء جديدة |
و يوجد أيضاً أنواع أخرى من ملفات التنبيه الشبيهة بملف إقرأني والتي توزع مع برامج الحاسوب مثل ملف «الأسئلة الشائعة» (FAQ) وملف «ما سيتم تطبيقه» (TODO)